# Surviving Death
Surviving Death (pt-BR: Vida Após a Morte) é uma série documental norte-americana, dirigida pela cineasta Ricki Stern para a plataforma de streaming Netflix. É baseada no best-seller de mesmo nome, escrito por Leslie Kean, e reporta as crenças de vida após a morte e mediunidade. 
Sua primeira temporada estreou com 6 episódios no dia 6 de janeiro de 2021.

## Episódios

### 1ª Temporada
1. Relatos dos ressuscitados
2. Médiuns — Parte 1
3. Médiuns — Parte 2
4. Recados dos mortos
5. Vendo gente morta
6. Reencarnação